# 두목 (영화)
"두목"은 1994년에 개봉한 대한민국의 영화이다.

## 캐스팅
- 나한일 : 강청민 역
- 김춘식 : 짝코 역
- 오동영 : 용팔 역
- 송금식 : 천수 역
- 이주철 : 창기 역
- 이석구 : 영태 역
- 차룡 : 춘삼 역
- 박경환 : 필수 역
- 박주일 : 민구 역
- 김재명 : 철수 역
- 최명호 : 화웅 역
- 김진우 : 차력사 역
- 주상호 : 약장수 역
- 김경민 : 태일 역